# Dan Takuma
Pour les articles homonymes, voir Takuma.
Dan Takuma est un nom japonais traditionnel ; le nom de famille (ou le nom d'école), Dan, précède donc le prénom (ou le nom d'artiste).
Le baron Dan Takuma (團 琢磨, 7 septembre 1858 - 5 mars 1932) est un homme d'affaires qui fut directeur-général de Mitsui, l'un des grands zaibatsu japonais. Il fut diplômé du Massachusetts Institute of Technology (MIT) et avait épousé la plus jeune fille de l'homme politique Kentarō Kaneko.
Takuma Dan a contribué à cultiver des relations étroites entre le Japon et les pays occidentaux. En 1921, il a mené une mission d'hommes d'affaires japonais en visite aux États-Unis, en Grande-Bretagne et en France pour discuter d'enjeux économiques bilatéraux et pour entretenir les liens personnels avec les hommes d'affaires de ces pays.
Le 5 mars 1932, Takuma Dan est assassiné par Hishinuma Goro (ja), un nationaliste de droite, lors de l'incident de la Ligue du sang.
Le fils de Takuma Dan est l'embryologiste Katsuma Dan, et son petit-fils est le compositeur d'opéra Ikuma Dan.